# Bodião-ocelado
O bodião-ocelado (Pseudocheilinus ocellatus), é uma espécie de bodião recifal tropical endêmico do Oceano Pacífico, pode chegar a medir 10,3 cm e habita recifes costeiros e mesofóticos, dos 20 a 200 m de profundidade. Possui o corpo rosado, próximo ao tom de lavanda, com a cabeça amarela e barbatanas azuladas transparentes, com um ocelo próximo do pedúnculo caudal. É uma espécie muito desejada pelos aquaristas, por sua combinação de cores vibrantes e exótica.
Seu principal habitat, são fendas de rochas e corais nos recifes, sua coloração chamativa o ajuda a se camuflar dos predadores. Se alimentam de pequenos crustáceos, como caranguejos, camarões e copépodes.
É uma espécie restrita ao Oceano Pacífico, podendo ser encontrado no Mar de Coral e Austrália para Polinésia Francesa e Vanuatu, como ocorrência em ilhas e atóis da região da Melanésia para Palau e Ogasawara, sul do Japão.